# Withius rebierei
Espèce
Withius rebierei est une espèce de pseudoscorpions de la famille des Withiidae.

## Distribution
Cette espèce est endémique du Tchad. Elle se rencontre au Tibesti.

## Étymologie
Cette espèce est nommée en l'honneur de Jacques Rebière.

## Publication originale
- Heurtault, 1971 : Pseudoscorpions de la région du Tibesti (Sahara méridional). 4. Cheliferidae. Bulletin du Muséum national d'histoire naturelle, Paris, vol. 42, no 4, p. 685-707 (texte intégral).